# Setge de Morella (1117)

## Antecedents
Els almoràvits, en la seua campanya de conquesta de tot el territori musulmà a principis del segle XII van conquerir Morella.

## El setge
Alfons el Bataller, per tallar les comunicacions entre Balansiya i Saraqusta va decidir atacar Morella, i se'n presentà el desembre de 1117 a les portes amb un nombrós exèrcit molt superior musulmà, que, davant la impossibilitat de plantar-li cara, li'n va obrir les portes.

## Conseqüències
Des de Morella, que va conservar almenys fins al 1119 va conquerir Alcanyís i Calanda a principis de 1118. A Alcanyís els habitants, davant la presència d'un exèrcit més nombrós i més preparat, van calar foc a la ciutat i van marxar portant-se les coses de valor, i quan van entrar els cristians només van trobar restes d'habitatges i cendres.
El 1118 es completà el setge de Saraqusta amb el tall de la séquia de la Romareda, la qual abastava d'aigua la ciutat, que fou presa el 18 de desembre i va esdevenir capital del Regne d'Aragó. Amb la caiguda de la ciutat, la vall de l'Ebre va desplomar-se, i els navarro-aragonesos, amb la col·laboració de Guillem IX de Poitiers, prengueren Tudela el febrer de 1119, i conqueriren l'Emirat de Qalat al-Ayyub el 1120 després de derrotar els musulmans en la batalla de Cutanda.
El Batallador va tornar a territori valencià el 1124, quan atacà Benicadell, i València el 1129.